# Чемпионат Европы по фехтованию 1982
Чемпионат Европы по фехтованию в 1982 году прошёл в Мёдлинге (Австрия). Это был второй из турниров, проводимых в попытке возродить отсутствовавшие после Второй мировой войны чемпионаты Европы по фехтованию. Всего в начале 1980-х годов было проведено три подобных турнира, которые, однако, не смогли привлечь много известных спортсменов. Состязания проходили лишь в личном первенстве.

## Общий медальный зачёт
| Место | Страна    | Золото | Серебро | Бронза | Всего |
| ----- | --------- | ------ | ------- | ------ | ----- |
| 1     | Италия    | 2      | 0       | 2      | 4     |
| 2     | Польша    | 1      | 1       | 1      | 3     |
| 3     | Швейцария | 1      | 0       | 0      | 1     |
| 4     | Венгрия   | 0      | 2       | 1      | 3     |
| 5     | ФРГ       | 0      | 1       | 0      | 1     |
| Всего | Всего     | 4      | 4       | 4      | 12    |

## Медалисты

### Мужчины
| Дисциплина               | Золото        | Серебро         | Бронза          |
| ------------------------ | ------------- | --------------- | --------------- |
| Шпага Личное первенство  | Оливье Каррар | Эрнё Кольцонаи  | Роберт Фелисяк  |
| Рапира Личное первенство | Мауро Нума    | Маттиас Гей     | Андреа Борелла  |
| Сабля Личное первенство  | Тадеуш Пигула | Анджей Костшева | Рудольф Небальд |

### Женщины
| Дисциплина               | Золото           | Серебро          | Бронза            |
| ------------------------ | ---------------- | ---------------- | ----------------- |
| Рапира Личное первенство | Дорина Ваккарони | Гертруд Штефанек | Карола Чикконетти |